# Route 2 (Île-du-Prince-Édouard)
La Route 2, aussi connue comme la Veterans Memorial Highway et la All Weather Highway, est la plus longue route provinciale de l'Île-du-Prince-Édouard, avec 216 km (134 mi). Il s'agit d'une route à accès non-contrôlé parcourant pratiquement l'ensemble de la province d'ouest en est, reliant Tignish à Souris. La route 2 a été reconnue comme la première route numérotée de la province en 1890 alors qu'elle reliait Charlottetown à Summerside.

## Noms
La route 2 est communément appelée la "All Weather Highway" puisqu'elle a été l'une des premières routes de l'Île-du-Prince-Édouard ouverte à l'année longue. En June 2002, elle a été désignée comme la "Veterans Memorial Highway".
La route 2 a quelques noms locaux:
- Souris Road (Souris à Dingwells Mills)
- St. Peter's Highway (Dingwells Mills à Charlottetown)
- Malpeque Road (Charlottetown à Hunter River)
- New Annan Road (Kensington à Summerside)
- Western Road (Summerside à Tignish)

## Intersections majeures
| Comté                                         | Ville                      | km                                  | Destinations                                                                                           | Notes                                                                    |
| --------------------------------------------- | -------------------------- | ----------------------------------- | --- | ------------------------------------------------------------------------ |
| Prince                                        | Tignish                    | 0,00                                | Route 14 est / Route 153 sud (Church Street) – Skinners Pond, Alberton                                 | Terminus ouest de la Route 14; terminus nord de la Route 153             |
| Prince                                        | Tignish                    | 1,30                                | Route 160 nord (Ascension Road)                                                                        | Terminus sud de la Route 160                                             |
| Prince                                        |                            | 2,10                                | Route 158 ouest (Harper Road)                                                                          | Terminus est de la Route 158                                             |
| Prince                                        | Saint Peter and Saint Paul | 4,50                                | Route 157 ouest (Deblois Road)                                                                         | Terminus est de la Route 157                                             |
| Prince                                        | Profits Corner             | 11,10                               | Route 152 (Union Road)                                                                                 |                                                                          |
| Prince                                        | Alma                       | 12,50                               | Route 151 est (Centre Line Road)                                                                       | Terminus ouest du multiplex avec la Route 151                            |
| Prince                                        | Alma                       | 12,60                               | Route 151 ouest (Centre Line Road)                                                                     | Terminus est du multiplex avec la Route 151                              |
| Prince                                        | Elmsdale                   | 16,90                               | Route 150 (Dock Road)                                                                                  |                                                                          |
| Prince                                        | Rosebank                   | 20,10                               | Route 149 ouest (Puisville Road)                                                                       | Terminus est de la Route 149                                             |
| Prince                                        | Bloomfield Corner          | 24,20                               | Route 145 (Mill River East Road / Ohalloran Road) – Mill River East, Campbellton                       | Carrefour giratoire                                                      |
| Prince                                        |                            | 26,10                               | Route 146 ouest (Duvar Road)                                                                           | Terminus est de la Route 146                                             |
| Prince                                        | Saint-Anthony              | 26,80                               | Route 143 ouest (Howlan Road)                                                                          | Terminus est de la Route 143                                             |
| Prince                                        | Saint-Anthony              | 27,00                               | Route 136 est (Mill Road)                                                                              | Terminus ouest de la Route 136                                           |
| Prince                                        | Woodstock                  | 29,20                               | Route 142 (O'Leary Road / Kelly Road) – Cascumpec, O'Leary                                             | Carrefour giratoire                                                      |
| Prince                                        | Carleton                   | 31,90                               | Route 137 est (Trout River Road)                                                                       | Terminus ouest de la Route 137                                           |
| Prince                                        | Carleton                   | 32,30                               | Route 14 ouest – Coleman, West Point                                                                   | Terminus est de la Route 14                                              |
| Prince                                        | West Devon                 | 35,90                               | Route 138 sud (Beaton Road)                                                                            | Terminus nord de la Route 138                                            |
| Prince                                        |                            | 37,60                               | Route 12 ouest – Cascumpec, Alberton                                                                   | Terminus ouest du multiplex avec la Route 12                             |
| Prince                                        | Portage                    | 40,30                               | Route 12 est – Foxley River                                                                            | Terminus est du multiplex avec la Route 12                               |
| Prince                                        | Inverness                  | 42,70                               | Route 175 nord (Conway Road)                                                                           | Terminus sud de la Route 175                                             |
| Prince                                        |                            | 46,20                               | Route 134 est (McNellis Mills Road)                                                                    | Terminus ouest de la Route 134                                           |
| Prince                                        | 49,90                      | Route 133 est (Ellerslie Road)      | Terminus ouest de la Route 133                                                                         |                                                                          |
| Prince                                        | Mount Pleasant             | 50,30                               | Route 11 est – Enmore                                                                                  | Terminus ouest de la Route 11                                            |
| Prince                                        |                            | 51,00                               | Route 169 est (Port Hill Station Road)                                                                 | Terminus ouest de la Route 169                                           |
| Prince                                        | Springhill                 | 54,40                               | Route 130 ouest (Richards Road)                                                                        | Terminus est de la Route 130                                             |
| Prince                                        |                            | 55,60                               | Route 132 est (Northam Road)                                                                           | Terminus ouest de la Route 132                                           |
| Prince                                        | 56,50                      | Route 128 ouest (Harmony Line Road) | Terminus est de la Route 128                                                                           |                                                                          |
| Prince                                        | Richmond                   | 59,20                               | Route 127 (MacIsacc Road)                                                                              |                                                                          |
| Prince                                        |                            | 61,50                               | Route 131 est (Sunnyside Road) – Grand River, MacDougall                                               | Terminus ouest de la Route 131                                           |
| Prince                                        | 62,60                      | Route 125 (Kackmatack Road)         | |                                                                          |
| Prince                                        | Wellington Centre          | 63,80                               | Route 179 (Goodwin Road)                                                                               |                                                                          |
| Prince                                        |                            | 65,20                               | Route 124 ouest (Wellington Road) – Wellington                                                         | Terminus est de la Route 124                                             |
| Prince                                        | 68,80                      | Route 122 nord (Allen Road)         | Terminus sud de la Route 122                                                                           |                                                                          |
| Prince                                        | Miscouche                  | 74,00                               | Route 12 – Lot 16, Belmont                                                                             |                                                                          |
| Prince                                        | Summerside                 | 77,00                               | West Drive / Slomon Park Drive                                                                         | Carrefour giratoire                                                      |
| Prince                                        | Summerside                 | 81,00                               | Granville Street                                                                                       | Carrefour giratoire                                                      |
| Prince                                        | Summerside                 | 82,00                               | Route 180 nord (Shore Road)                                                                            | Terminus sud de la Route 180                                             |
| Prince                                        | Travellers Rest            | 84,10                               | Route 1A sud – Summerside, Borden-Carleton, Pont de la Confédération                                   | Terminus nord de la Route 1A; carrefour giratoire                        |
| Prince                                        |                            | 86,40                               | Route 120 nord (Waterview Road)                                                                        | Terminus ouest du multiplex avec la Route 120                            |
| Prince                                        | 86,50                      | Route 120 sud (Wilmont Valley Road) | Terminus est du multiplex avec la Route 120                                                            |                                                                          |
| Prince                                        | New Annan                  | 88,20                               | Route 106 nord (Clermont Road)                                                                         | Terminus sud de la Route 106                                             |
| Prince                                        |                            | 89,50                               | Route 110 nord (Old Station Road)                                                                      | Terminus ouest du multiplex avec la Route 110                            |
| Prince                                        | 89,80                      | Route 110 sud (MacIntyre Road)      | Terminus est du multiplex avec la Route 110                                                            |                                                                          |
| Prince                                        | Kensington                 | 92,60                               | Route 109 sud (Barrett Street)                                                                         | Terminus nord de la Route 109                                            |
| Prince                                        | Kensington                 | 93,00                               | Route 6 est (Victoria Street est) / Route 20 nord (Broadway Street nord) – Margate, Mapeque, Cavendish | Terminus ouest de la Route 6; terminus sud de la Route 20                |
| Prince                                        | Norboro                    | 96,20                               | Route 107 ouest (Blue Shank Road)                                                                      | Terminus ouest du multiplex avec la Route 107                            |
| Prince                                        | Norboro                    | 96,30                               | Route 107 est (Nineteen Road)                                                                          | Terminus est du multiplex avec la Route 107                              |
| Prince                                        |                            | 98,90                               | Route 108 ouest (North Freetown Road)                                                                  | Terminus est de la Route 108                                             |
| Limite Prince–Queens                          |                            | 99,10                               | Route 233 nord (County Line Road)                                                                      | Terminus sud de la Route 233                                             |
| Queens                                        | Summerfield                | 100,40                              | Route 8 nord (Grahams Road) – New London                                                               | Terminus ouest du multiplex avec la Route 8                              |
| Queens                                        | Summerfield                | 100,60                              | Route 8 nord (Freetown Road) – Freetown                                                                | Terminus est du multiplex avec la Route 8                                |
| Queens                                        | Springfield                | 103,70                              | Route 254 nord (Rattenbury Road)                                                                       | Terminus sud de la Route 254                                             |
| Queens                                        |                            | 106,10                              | Route 231 (Ascension Road / Millvale Road)                                                             |                                                                          |
| Queens                                        | 108,10                     | Route 227 sud (Junction Road)       | Terminus nord de la Route 227                                                                          |                                                                          |
| Queens                                        | Pleasant Valley            | 108,60                              | Route 230 nord (Smith Road)                                                                            | Terminus sud de la Route 230                                             |
| Queens                                        | Fredericton                | 111,00                              | Route 264 sud (Fredericton Station Road)                                                               | Terminus nord de la Route 264                                            |
| Queens                                        |                            | 115,00                              | Route 239 nord                                                                                         | Terminus sud de la Route 239                                             |
| Queens                                        | Hunter River               | 117,40                              | Route 13 – Cavendish, Crapaud, Borden-Carleton                                                         |                                                                          |
| Queens                                        | Greenville                 | 120,50                              | Route 243 nord                                                                                         | Terminus sud de la Route 243                                             |
| Queens                                        | Brookfield                 | 123,40                              | Route 226 sud (Darlington Road)                                                                        | Terminus ouest du multiplex avec la Route 226                            |
| Queens                                        | Brookfield                 | 123,50                              | Route 226 nord (Millboro Road)                                                                         | Terminus est du multiplex avec la Route 226                              |
| Queens                                        |                            | 124,40                              | Route 9 sud – Hampshire                                                                                | Terminus nord de la Route 9                                              |
| Queens                                        | Springvale                 | 126,80                              | Route 256 sud (Loyalist Road)                                                                          | Terminus ouest du multiplex avec la Route 256                            |
| Queens                                        | Springvale                 | 127,30                              | Route 256 est (Crabbe Road)                                                                            | Terminus est du multiplex avec la Route 226                              |
| Queens                                        | Milton Station             | 129,30                              | Route 248 sud (North York River Road) – Warren Grove, Cornwall                                         | Terminus nord de la Route 248                                            |
| Queens                                        | Milton Station             | 130,20                              | Route 7 nord – North Rustico, Cavendish                                                                | Terminus sud de la Route 7                                               |
| Queens                                        |                            | 131,50                              | Route 236 sud (Lower Malpeque Road)                                                                    | Terminus nord de la Route 236                                            |
| Queens                                        | Charlottetown              | 133,20                              | Route 223 nord (Winsloe Road)                                                                          | Terminus sud de la Route 223                                             |
| Queens                                        | Charlottetown              | 135,70                              | Route 1 ouest (Perimeter Highway) / Malpeque Road – Cornwall, Borden-Carleton                          | Terminus ouest du multiplex avec la Route 1                              |
| Queens                                        | Charlottetown              | 137,40                              | Route 15 (Brackley Point Road) – Aéroport, Brackley Beach                                              |                                                                          |
| Queens                                        | Charlottetown              | 138,90                              | Route 1 est (Perimeter Highway) / St. Peters Road – Stratford, Wood Islands                            | Terminus est du multiplex avec la Route 1                                |
| Queens                                        | Charlottetown              | 139,00                              | Norwood Road / Northridge Parkway                                                                      | Carrefour giratoire                                                      |
| Queens                                        | Charlottetown              | 139,50                              | Avonlea Drive / Oakland Drive                                                                          | Carrefour giratoire                                                      |
| Queens                                        | Charlottetown              | 140,00                              | Angus Drive / Hanmac Drive                                                                             | Carrefour giratoire                                                      |
| Queens                                        | Charlottetown              | 140,50                              | MacWilliams Road / Greenwood Drive                                                                     | Carrefour giratoire                                                      |
| Queens                                        | Marshfield                 | 142,20                              | Route 25 nord – York, Stanhope                                                                         | Terminus sud de la Route 25                                              |
| Queens                                        |                            | 145,60                              | Route 222 nord (Suffolk Road)                                                                          | Terminus sud de la Route 222                                             |
| Queens                                        | 147,50                     | Route 260 est (Frenchfort Road)     | Terminus ouest de la Route 260                                                                         |                                                                          |
| Queens                                        | Bedford Corner             | 149,10                              | Route 6 nord – Stanhope, Grand Tracadie                                                                | Terminus sud de la Route 6                                               |
| Queens                                        |                            | 150,20                              | Route 260 est (Frenchfort Road)                                                                        | Terminus ouest du multiplex avec la Route 260                            |
| Queens                                        | 150,50                     | Route 260 nord (Coligan Road)       | Terminus est du multiplex avec la Route 260                                                            |                                                                          |
| Queens                                        | Tenmile House              | 151,90                              | Route 218 est (Portage Road)                                                                           | Terminus ouest de la Route 218                                           |
| Queens                                        | Tracadie Cross             | 154,50                              | Route 218 (Blooming Point Road / Portage Road)                                                         |                                                                          |
| Queens                                        | Mount Stewart              | 162,00                              | Route 22 sud – Cardigan, Pisquid                                                                       | Terminus sud de la Route 6                                               |
| Queens                                        | St. Andrews                | 163,60                              | Route 217 nord (French Village Road)                                                                   | Terminus sud de la Route 218                                             |
| Kings                                         |                            | 165,30                              | Route 323 est                                                                                          | Terminus ouest de la Route 323                                           |
| Kings                                         | Canavoy                    | 168,50                              | Route 352 (MacEwans Creek Road / Douglas Station Road)                                                 |                                                                          |
| Kings                                         |                            | 172,80                              | Route 350 ouest (Lakeside Road)                                                                        | Terminus est de la Route 350                                             |
| Kings                                         | Morell                     | 176,90                              | Route 322 sud (Green Meadows Road)                                                                     | Terminus nord de la Route 322                                            |
| Kings                                         | Morell East                | 178,30                              | Route 321 sud (Bangor Road)                                                                            | Terminus nord de la Route 321                                            |
| Kings                                         | Marie                      | 181,50                              | Route 337 sud (Milburn Road)                                                                           | Terminus nord de la Route 337                                            |
| Kings                                         | Midgell                    | 182,80                              | Route 331 sud (Church Road)                                                                            | Terminus nord de la Route 331                                            |
| Kings                                         | St. Peter's Bay            | 187,20                              | Route 313 sud (Cardigan Road) – Cardigan                                                               | Terminus ouest du multiplex avec la Route 313; carrefour giratoire       |
| Kings                                         | St. Peter's Bay            | 187,50                              | Route 16 nord / Route 313 nord – Cable Head                                                            | Terminus est du multiplex avec la Route 313; terminus sud de la Route 16 |
| Kings                                         |                            | 193,20                              | Route 327 sud (Albion Road)                                                                            | Terminus nord de la Route 327                                            |
| Kings                                         | Dingwells Mills            | 200,20                              | Route 4 ouest (Dundas Road) / Route 332 sud (Fortune Road) – Montague, Georgetown                      | Terminus est de la Route 4; terminus nord de la Route 332                |
| Kings                                         |                            | 201,50                              | Route 309 nord (Selkirk Road)                                                                          | Terminus sud de la Route 309                                             |
| Kings                                         | Fortune Bridge             | 204,90                              | Route 340 est (Fortune Wharf North Road)                                                               | Terminus ouest de la Route 340                                           |
| Kings                                         | Rollo Bay West             | 206,50                              | Route 310 sud (Fortune Road)                                                                           | Terminus nord de la Route 310                                            |
| Kings                                         | Rollo Bay West             | 206,80                              | Route 308 nord (St. Charles Road)                                                                      | Terminus sud de la Route 308                                             |
| Kings                                         |                            | 209,20                              | Route 307 nord (Bear River Road)                                                                       | Terminus sud de la Route 307                                             |
| Kings                                         | Rollo Bay                  | 210,90                              | Route 330 (Growan Brae Road / Lower Rollo Bay Road)                                                    |                                                                          |
| Kings                                         | Souris West                | 213,50                              | Route 306 nord (New Zealand Road)                                                                      | Terminus sud de la Route 306                                             |
| Kings                                         | Souris West                | 213,80                              | Route 330 ouest (Lower Rollo Bay Road)                                                                 | Terminus est de la Route 330                                             |
| Kings                                         | Souris                     | 215,30                              | Route 305 nord (Chapel Avenue)                                                                         | Terminus sud de la Route 305                                             |
| Kings                                         | Souris                     | 217,10                              | Route 16 est (East Point Road) / MacPhee Avenue – South Lake, Îles-de-la-Madeleine                     | La Route 2 est devient la Route 16 est                                   |
| - Terminus de multiplex - Transition de route |                            |                                     | |                                                                          |